# Ford Escape
El Ford Escape es un automóvil del segmento C producido por el fabricante estadounidense Ford Motor Company desde fines del año 2000. Es un cinco plazas con carrocería de cinco puertas que se ubica en la gama media de Ford ofreciendo un volumen entre el Ford EcoSport y el Ford Edge. Compite con modelos como los Jeep Compass, Honda CR-V, Hyundai Tucson, Nissan X-Trail, Kia Sportage, Toyota RAV4 y Mazda CX-5.
El Escape reemplazó en Europa a Ford Maverick entre 2001 y 2004, siendo comercializado bajo este nombre hasta el lanzamiento de Ford Kuga.  Ford también comercializó el Mercury Mariner que buscaba dar lujo y diseño por encima del Escape compartiendo sus atributos de desempeño.  Mazda lanzó el Mazda Tribute basado en la plataforma del Escape equipando un tren motor propio de Mazda, que en 2012 fue sustituido por el Mazda CX-5.

## Primera generación (2000-2007)
La primera generación fue lanzada en el año 2000 con un concepto revolucionario que se delineaba por la abundancia de su estética a base de líneas curvas. Esta generación fue vendida bajo cuatro ediciones:
- Ford Escape
- Ford Escape Limited
- Ford Escape XLS
- Ford Escape XLT

Sus motores son todos de gasolina: hasta el año 2005 de cuatro cilindros en línea de 2.0 litros de cilindrada y 129 CV de potencia máxima, del año 2006 cuatro cilindros en línea de 2.3 litros y 153 CV, y un seis cilindros en V de 3.0 litros y 203 CV. Se ofrece con tracción delantera o tracción a las cuatro ruedas, y con caja de cambios manual de cinco marchas o automática de cuatro marchas.

## Segunda generación (2007-2011)
El Escape fue reestilizado a fines de 2006, con una parrilla cromada de tres barras y faros cuadrados similares a los de otros modelos recientes de Ford, como el Ford Explorer y el Ford Edge. Los Mariner y Tribute también fueron mm en América del Norte a fines de 2007, pero el Tribute había recibido un lavado de cara distinto Asia y Oceanía a mediados de 2007.
Para los modelos 2009 Ford mejoró sustancialmente sus motores, en las mejoras encontramos:
El nuevo motor I-4 de 2.5 litros IVCI con motor con 4 válvulas por cilindro, dos de admisión y dos de escape, tiene una mayor potencia ofreciendo 170 hp y 166 lbs pie de torque.
Esta configuración aumenta la potencia del vehículo y la mezcla de aire y combustible que fluye hacia el motor mejora el consumo de combustible y aumenta el desempeño. Este motor I-4 incorpora una nueva transmisión manual de 5 velocidades, que otorga una sensación de manejo más deportiva.El motor V6 de 3.0 litros Duratec cuenta con 240 hp y 223 lbs pie de torques. Tanto el motor I-4 de 2.5 L, como el motor V6 de 3.0   han sido enriquecidos por una nueva transmisión automática de 6 velocidades, mejorando la sensación de manejo al hacerla más placentera, otorgando cambios más suaves y precisos, además de un más eficiente consumo de combustible.
El nuevo motor V6 de Ford Escape 2009 ha sido mejorado y cuenta con doble árbol de levas a la cabeza (DOHC) y 24 válvulas, que integra un sistema de retardo de cierre de válvulas de admisión, válvulas de apertura de tiempo variable (VCT), nuevas cabezas de cilindros y pistones modificados, ofreciendo un mejor desempeño y más eficiente consumo de combustible. Mientras Ford exploraba los límites superiores de la categoría, otros fabricantes (especialmente japoneses) se dedicaban a desarrollar vehículos que ofrecieran la imagen aventurera, la posición de manejo alta, el mayor espacio, la tracción integral y otras de las ventajas del formato pero en un paquete compacto con un manejo, consumo y precio similares al de un auto. El experimento tuvo éxito y modelos como la Toyota RAV4 y la Honda CR-V se convirtieron en superventas. Esto a Ford le costó la desaparición de su modelo.
Ford creció sus ventas en Norteamérica durante la primera mitad de 2010 en un 21 % y el Escape contribuyó en gran medida vendiendo 50 % más que el año anterior. El Escape es un vehículo fundamental para la estrategia de Ford a nivel mundial y en el futuro su plataforma se acercará a la del avanzado Kuga de Europa. Ford vendió 823 000 unidades en toda Europa en el primer semestre de 2010 con un descenso del 3,9 % en comparación con el mismo periodo de 2009, según informó la compañía en un comunicado, debido a los malos resultados que tuvo la re-estilización.
La firma estadounidense ve los malos resultados a la crisis aunque registra datos muy dispares como un descenso del 19,1 % en Reino Unido o un 32,6 % menos en Alemania.

## Tercera generación (2012-presente)

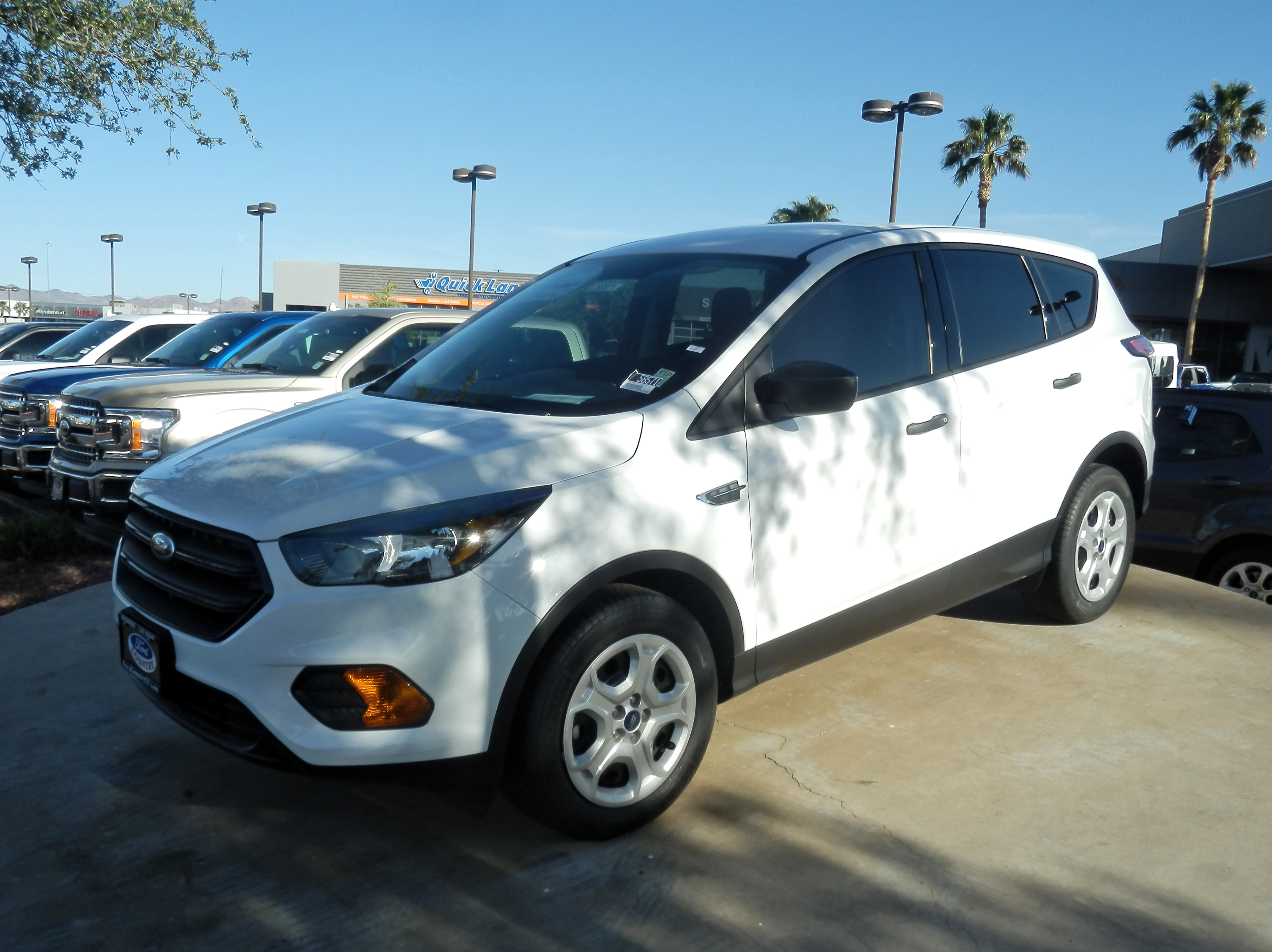
Ford Escape 2018.

En 2011 se anuncia que el modelo 2012 sufrirá una nueva re-estilización la cual elimina su forma cuadrada de la segunda generación y deja atrás la estética de la parrilla cromada, volviendo al concepto de vistosidad con líneas curvas que tuvo en su primera generación, y será comercializado como el modelo hermano del que se creía su sucesor, el Ford Kuga. este nuevo modelo viene en 7 versiones de las cuales 5 vendrán con el motor I-4 con 4 válvulas de apertura variable dando una potencia de 168 hp a 4500 rpm, en sus versiones: S, S Plus, SE, SE Plus y SE Plus Panoramic Roof. También vendrá la versión Titanium con el nuevo motor Ecoboost integrando además el sistema de estacionamiento Auto-Park Assist, siendo única de su categoría en este concepto, también tendremos una versión con sistema FOUR WHEEL DRIVE.
Contará con una transmisión Automática de 6 velocidades con modo manual SELECT-SHIFT, también se integra el novedoso sistema SYNC con sistema de navegación y una pantalla táctil de 8 pulgadas(MY FORD TOUCH)en las versiones más equipadas.

## Ford Escape Hybrid
El Ford Escape Hybride se considera como el primer utilitario deportivo compacto del mercado que funciona con gasolina y electricidad. La Escape Hybrid es un híbrido real, su equipamiento motor puede mover el vehículo sólo con gasolina, solo con electricidad o con ambas, dependiendo de las condiciones. Este diseño tiene como resultado un mayor kilometraje en comparación con un híbrido “moderado”, que siempre emplea el motor de gasolina cuando se encuentra en movimiento, tal como el Honda Insight.
Adicionalmente estrena motor ECOBOOST, 4 cilindros turbo de alto rendimiento y mayor economía de combustible